# Sidelhorn
Le Sidelhorn est un sommet des Alpes en Suisse. Il culmine à 2 764 mètres d'altitude dans les Alpes bernoises.

## Situation

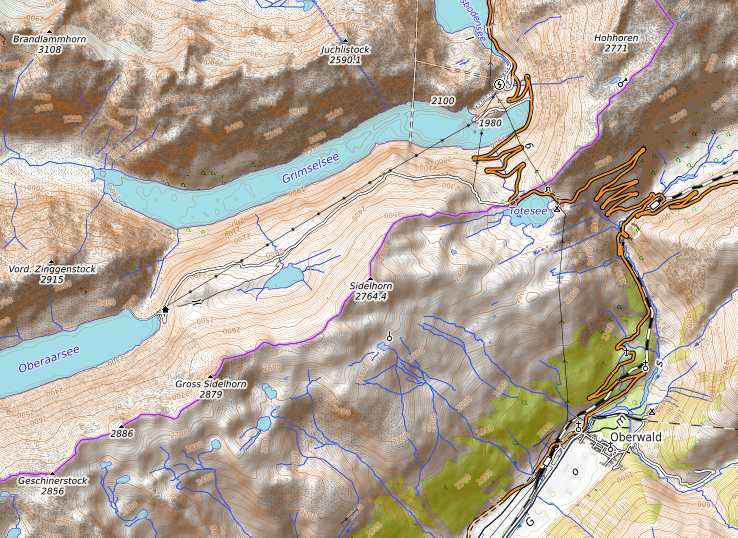
Carte topographique du Sidelhorn.

Le Sidelhorn se trouve à la frontière entre les cantons de Berne et du Valais. Il est situé sur la ligne de partage des eaux entre la mer du Nord et la mer Méditerranée. Son versant nord descend vers le Grimselsee, son versant sud vers le Rhône dans la vallée de Conches.